# Удинцев, Всеволод Аристархович
Всеволод Аристархович Удинцев (29 октября [10 ноября] 1865, с. Невьянское, Ирбитский уезд, Пермская губерния, Российская империя — 11 мая 1945, Баку, Азербайджанская ССР, СССР) — русский и советский юрист, преподаватель, учёный-правовед.

## Биография
Родился 29 октября 1865 года в семье священника села Невьянского Ирбитского уезда Пермской губернии Аристарха Дмитриевича Удинцева и Раисы Васильевны, урожд. Ястребовой. В семье было шестеро детей.
Получив среднее образование в Екатеринбургской гимназии (окончил её в июне 1885 г. с золотой медалью), продолжил учёбу на юридическом факультете Московского университета, где прослушал лекции пяти семестров, успешно сдал переводные экзамены, однако в декабре 1887 г., не имея средств на оплату обучения в ИМУ, перевелся в Демидовский юридический лицей на 1-й курс юридического же факультета. Окончив курс юридических наук в 1889 г. со степенью кандидата прав, Удинцев был оставлен при Лицее для приготовления к профессорскому званию по кафедре гражданского права. В этом Лицее позже стал приват-доцентом и читал лекции по торговому праву, в мае 1896 г. защитив магистерскую диссертацию по гражданскому праву «Посессионное право» в Киевском университете им. Св. Владимира.
В 1897 г. перешёл в Киевский университет, где, защитив докторскую диссертацию на тему торгового права, состоял в должности экстраординарного и ординарного профессора на кафедре торгового права. В 1909 году перешёл на кафедру гражданского права. В этом университете занимал административные должности: в 1900—1909 секретарь совета, в 1909—1910 декан юридического факультета, в 1910—1911 проректор. В 1909—1911 председатель Киевского юридического общества.
В 1911 году перешёл в Санкт-Петербургский университет на кафедру гражданского права. В 1913 году был избран деканом юридического факультета и кроме того назначен председателем юридических испытательных комиссий при различных русских университетах.
Как автор многих научных трудов по гражданскому и горнозаводскому праву, в том же 1913 году он был назначен членом горного совета по горнопромышленным делам. В 1916 году был назначен на пост начальника главного управления по делам печати. С января 1917 года по 16 марта того же года — товарищ министра народного просвещения.
В 1920-е годы переехал в Азербайджан, преподавал на юридическом факультете Азербайджанского государственного университета.
Умер 11 мая 1945 года.

## Семья
Брат — Сергей Аристархович Удинцев (ум. в 1934), кандидат естественных наук, журналист
Брат — Дмитрий Аристархович Удинцев (1862—1915), земский деятель, краевед. Его жена — Елизавета Наркиссовна Мамина (1866—1925), сестра писателя Д.Н.Мамина-Сибиряка. Внучатый племянник (сын Дмитрия) — Борис Дмитриевич Удинцев.
Брат — Федор Аристархович Удинцев (1877—1951), доктор медицинских наук, профессор, руководитель кафедры госпитальной терапии Киевского мединститута, участник Великой Отечественной войны 

## Основные труды
- Дуализм частноправовых систем. — Киев, 1894.
- Посессионное право. — Киев, 1896. (магистерская диссертация)
- Право на залегающие в недрах ископаемые // Журнал Юридического Общества, 1897.
- Статистика преступлений в Пермской губернии // Юридический Вестник, 1889.
- История обособления торгового права. — Киев, 1900.
- Конспект лекций по торговому праву. — Киев, 1900.
- Выкуп посессионных земель и лесов // Журнал Министерства Юстиции, 1901.
- К вопросу о включении в гражданское уложение постановлений о торговых сделках. — Киев, 1901. (докторская диссертация)
- Купля-продажа и право собственности: научное издание. — Баку, 1926.

Также им были написаны несколько газетных статей по вопросам горного землевладения и торгового законодательства.
В 2003 году, издательством «ЮрИнфоР», в сборнике «Избранные труды по торговому и гражданскому праву», были переизданы некоторые из его работ.